# Facilina commoni
Facilina commoni är en tvåvingeart som beskrevs av Paramonov 1958. Facilina commoni ingår i släktet Facilina och familjen Pyrgotidae. Inga underarter finns listade i Catalogue of Life.